# Guillem XIII d'Alvèrnia
Guillaume XIII d'Alvèrnia (nascut vers 1303, mort el 6 d'agost de 1332) fou comte d'Alvèrnia i de Boulogne (1325-1332), succeint als dos feus al seu pare Robert VII d'Alvèrnia (vers 1282- 1325), i de Blanca de Borbó († 1304), dita Blanca de Clermont.
Abans de ser comte ja va rebre la senyoria de Montgascon i algunes altres. El 1328 va lluitar per França a la batalla de Cassel (24 d'agost) contra els rebels flamencs.
El 1325, es va casar amb Margarida d'Évreux (1307-1350), filla de Lluís d'Evreux (1276-1319) i de Margarida d'Artois (vers 1285-1311), senyora de Brie-Comte-Robert. No es coneix d'aquesta unió més que un sol fill (un fill de nom Robert va néixer però va morir al cap de poc):
- Joana (1326-1360) dita Joana d'Alvèrnia, per dret propi comtessa d'Alvèrnia (1332-1360) i comtessa de Boulogne (1332-1360) i pel seu segon matrimoni reina de França (1350-1360)